# Viktor Verschaeve
Viktor Verschaeve, né le 3 août 1998 à Brasschaat, est un coureur cycliste belge.

## Biographie
En 2015, Viktor Verschaeve remporte notamment une étape du Keizer der Juniores, pour sa première année chez les juniors (moins de 19 ans). En 2016, il est champion de Belgique du contre-la-montre par équipes juniors et deuxième de la Route des Géants. Il connaît également ses premières sélections en équipe nationale, notamment pour les championnats d'Europe à Plumelec, où il se classe 25e. 
Il rejoint la formation EFC-L&R-Vulsteke en 2017, pour ses débuts espoirs (moins de 23 ans),. L'année suivante, il termine cinquième du Circuit de Wallonie, septième du Triptyque ardennais et surtout neuvième du Grand Prix Priessnitz spa, manche de la Coupe des Nations espoirs. Ces bonnes performances lui ouvrent les portes de l'équipe nationale belge pour le Tour de l'Avenir, où il partage le statut de leader avec son compatriote Harm Vanhoucke.
En 2019, il confirme en terminant deuxième de Liège-Bastogne-Liège espoirs, cinquième de la Flèche ardennaise et huitième de la Ronde de l'Isard. Lors du Tour d'Italie espoirs, il se distingue dans la quatrième étape en réalisant un raid solitaire de 60 kilomètres. Tout proche du succès, il se classe finalement deuxième au sommet du Monte Amitita, seulement repris à 600 mètres de l'arrivée par le Colombien Andrés Camilo Ardila. En 2020, il gagne une étape du Tour de Savoie Mont-Blanc.
Il signe avec l'équipe World Tour de Lotto-Soudal pour les saisons 2021 et 2022. En raison d'une blessure persistante à la jambe gauche, il ne court que quelques courses en 2021 et subit deux opérations. L'année suivante, il participe à 54 jours de course, avec comme meilleur résultat une 19e place lors de la Coppa Sabatini. En 2023, après avoir envisager d'arrêter sa carrière, il rejoint finalement l'équipe Lotto Dstny Development, réserve de l'équipe première Lotto Dstny. Cependant, le 19 mai 2023, il annonce arrêter sa carrière, en raison de sa blessure persistante à la jambe gauche qui l'empêche de donner la pleine mesure de ses moyens.

## Palmarès
| - 2015 - 1re étape du Keizer der Juniores - 2016 - Champion de Belgique du contre-la-montre par équipes juniors - 2e de la Route des Géants - 2018 - 2e du championnat de Belgique du contre-la-montre par équipes | - 2019 - Grand Prix Rik Van Looy - 2e de Liège-Bastogne-Liège espoirs - 2020 - 2e étape du Tour de Savoie Mont-Blanc |

## Classements mondiaux
| Année                                 | 2018  | 2019  | 2020  | 2021 | 2022  |
| ------------------------------------- | ----- | ----- | ----- | ---- | ----- |
| Classement mondial                    | 1539e | 1315e | 1528e | nc   | 1970e |
| UCI Europe Tour                       | 1061e | 906e  | 1139e | nc   | 1262e |
|                                       |       |       |       |      |       |
| Légende : nc = non classéSource : UCI |       |       |       |      |       |